# Loi mosaïque
Pour les articles homonymes, voir Loi juive et Mosaïque (homonymie).

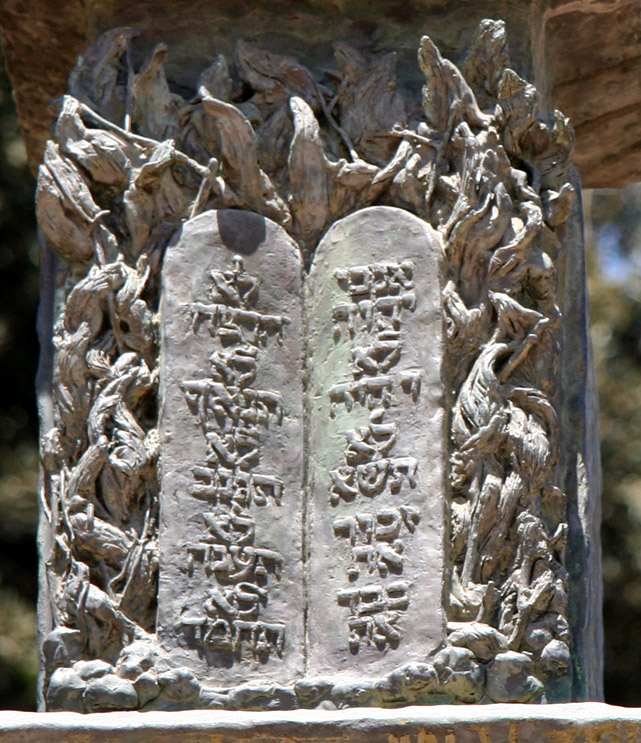
Les Tables de la Loi, détail de la Menorah de la Knesset, par Benno Elkan, Jérusalem.

La Loi mosaïque est l'ensemble des préceptes donnés par Moïse au peuple juif, consignés dans la Torah (les cinq livres de Moïse ou Pentateuque).

## Terminologie
La « Loi de Moïse » ou « Torah de Moïse » (en hébreu : תֹּורַת מֹשֶׁה, Torat Moshé, ou dans le grec ancien de la Septante : Nόμος Μωυσῆ, Nómos Mōusē) est une expression biblique citée pour la première fois dans le Livre de Josué (Js 8,31-32), où Josué écrit les paroles hébraïques de la Torat Moshé sur un autel de pierres au mont Ébal :

« Josué lut ensuite toutes les paroles de la loi, les bénédictions et les malédictions, suivant ce qui est écrit dans le Livre de la Loi. »

— Js 8,34

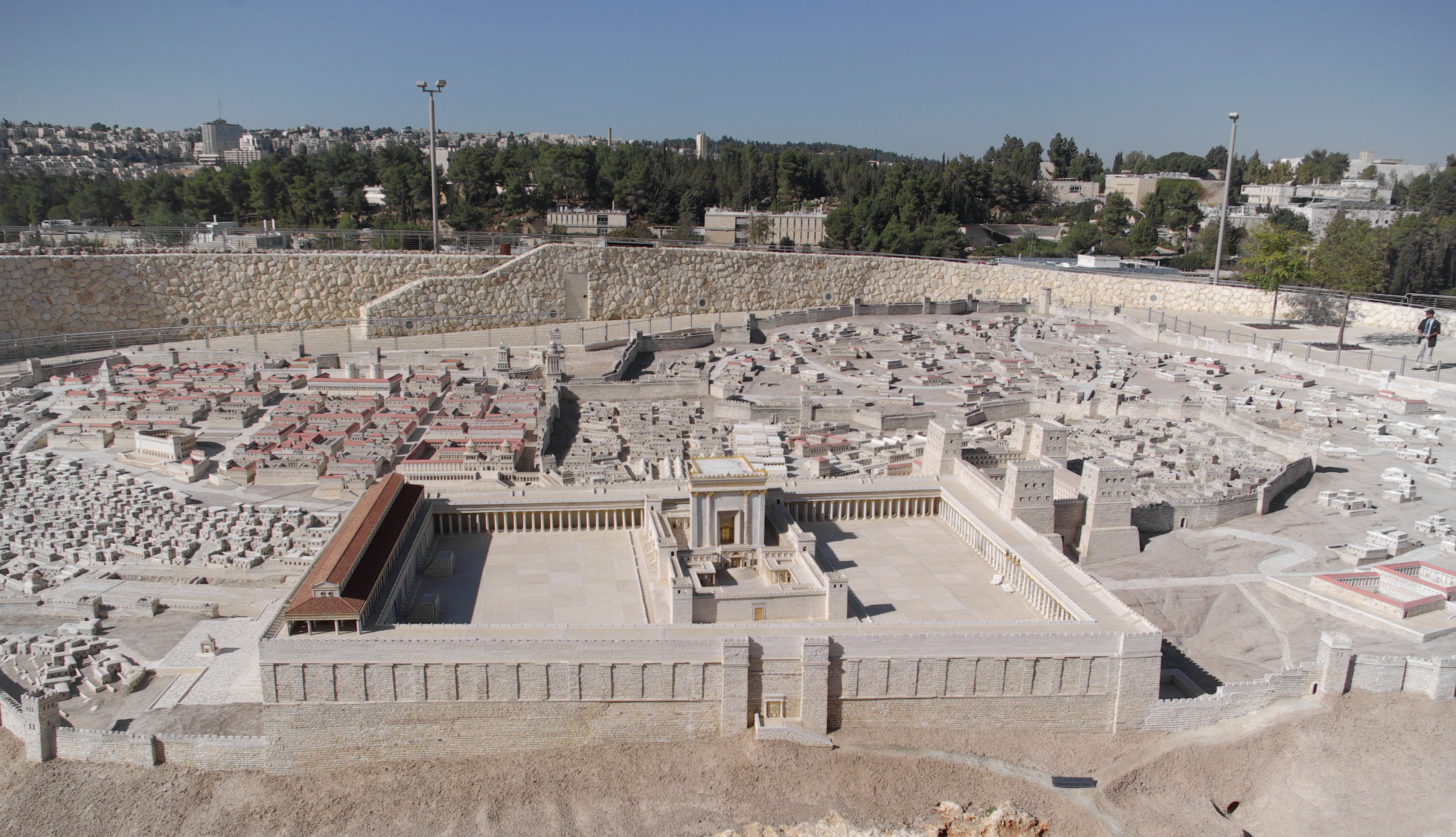
Maquette du Temple de Jérusalem.

Le terme apparaît quinze fois dans la Bible hébraïque, sept fois de plus dans le Nouveau Testament, à plusieurs reprises pendant la période du Second Temple, puis dans la littérature intertestamentaire, rabbinique et patristique.

## Bible hébraïque

### Moïse, précurseur de la Loi
Selon la Torah, Moïse, le prophète choisi par Dieu, a conduit le peuple d'Israël hors d'Égypte. Peu après, il a reçu son enseignement sur le mont Sinaï et retransmis au travers de ses cinq livres ainsi que l'ensemble des enseignements qui en découlent,.
Le Deutéronome rapporte : lorsque Moïse eut complètement achevé d'écrire dans un livre les paroles de cette loi, il donna cet ordre aux Lévites qui portaient l'arche de l'alliance de l'Éternel : « Prenez ce livre de la loi, et mettez-le à côté de l'arche de l'alliance de l'Éternel, votre Dieu, et il sera là comme témoin contre toi. » Des passages similaires se référant à la loi incluent, par exemple, (Ex 17,14) : L'Éternel dit à Moïse : « Écris cela dans le livre, pour que le souvenir s'en conserve, et déclare à Josué que j'effacerai la mémoire d'Amalek de dessous les cieux. » ; (Ex 24,4), Moïse écrivit toutes les paroles de l'Éternel. Puis il se leva de bon matin ; il bâtit un autel au pied de la montagne, et dressa douze pierres pour les douze tribus d'Israël. (Ex 34,27) ; L'Éternel dit à Moïse : « Écris ces paroles ; car c'est conformément à ces paroles que je traite alliance avec toi et avec Israël. » ; et (Lv 26,46) : Tels sont les statuts, les ordonnances et les lois, que l'Éternel établit entre lui et les enfants d'Israël, sur la montagne de Sinaï, par Moïse.

### La Loi nationale et sa théologie
La Torah est devenue ainsi l'identité du judaïsme ancien. Des recherches antérieures du Nouveau Testament ont conclu que le judaïsme ancien était la religion d'État ou même la religion du travail et de la justice. Ce point de vue a été abandonné dans des études plus récentes.
Les travaux menés par E. P. Sanders, théologien américain, spécialiste du Nouveau Testament, ont été révolutionnaires dans ce domaine. Sa thèse sur la « théologie de l'alliance » est largement soutenue : la Torah est l'ordre de vie donné par Dieu pour son peuple élu, qui permet de rester en alliance avec lui,.

### Liste des lois de la Loi

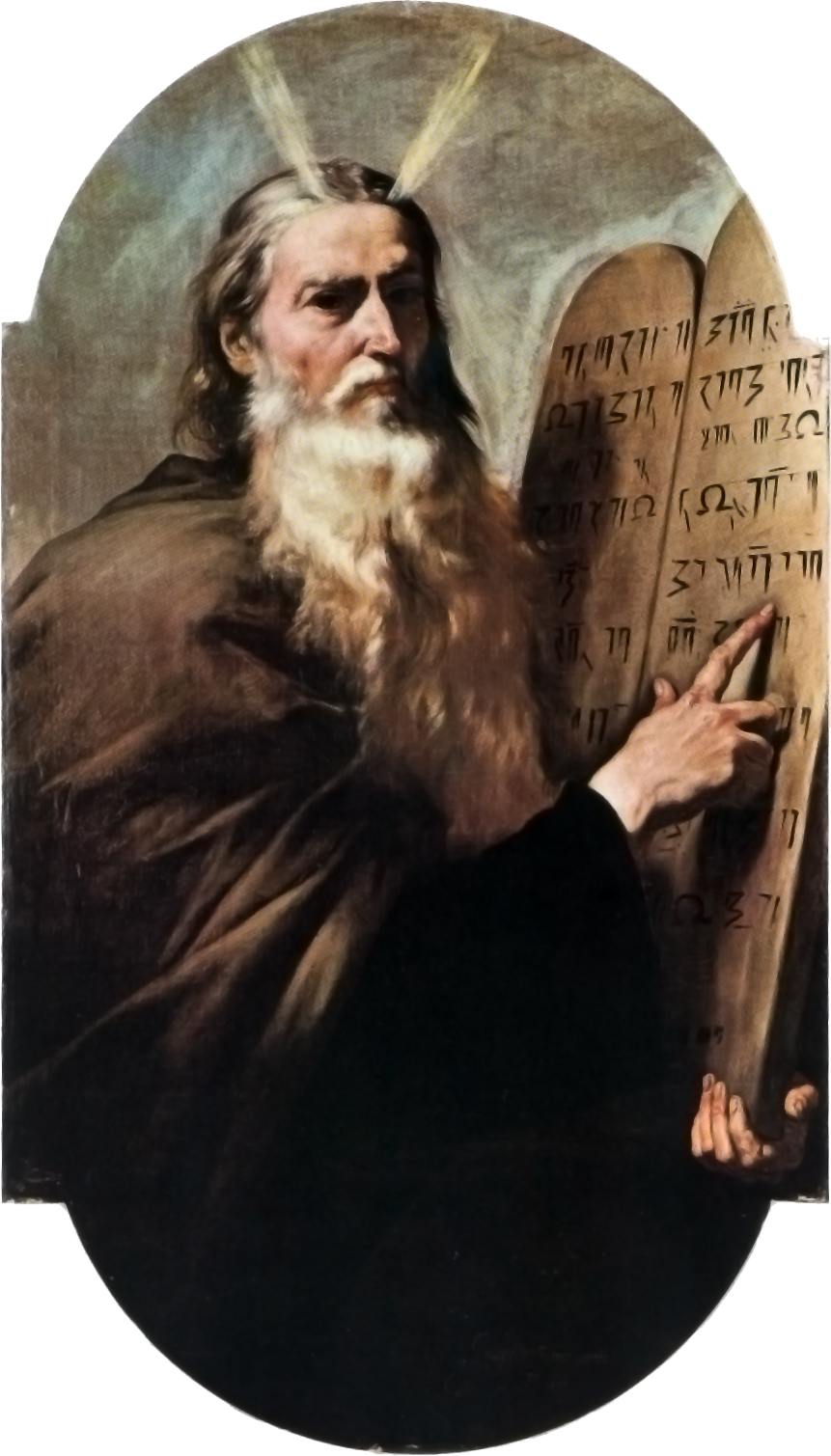
Moïse tenant les Tables de la Loi, par José Ribera (1638), musée San Martino, Naples.

### Interprétation chrétienne

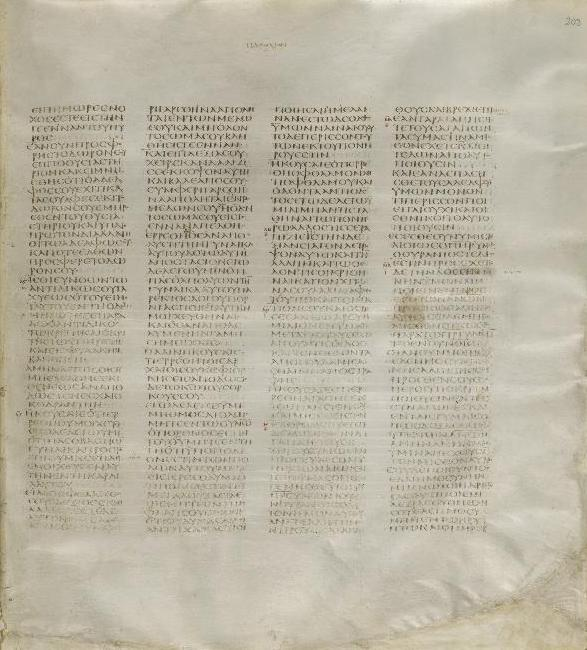
Codex Sinaiticus (330–360) : les antithèses de Matthieu 5:22–6:4.